# Мавзолей на Че Гевара
Мавзолеят Че Гевара (на испански: Mausoleo Che Guevara) е мавзолей в гр. Санта Клара, Куба.
В него се намират останките на аржентинския и кубински революционер Че Гевара и на 16 от неговите другари, загинали през 1967 година в Боливия при залавянето му от боливийската армия с помощта на ЦРУ. При пренасянето на останките му от Боливия в Куба, на 17 октомври 1997 година са му отдадени пълни военни почести. Освен мавзолей, на това място се намира и музей, посветен на живота на Че, статуя, мемориал и вечен огън в негова памет.
Мавзолеят е основан на 28 декември 1988 г. Архитекти на проекта са Хорхе Као Кампос, Бланка Ернандес и Хосе Рамон Линарес заедно със скулптора Хосе де Ласаро Бенкомо. В обекта са вложени и около 400 000 часа доброволен труд. До 2009 г. са го посетили повече от 2,5 милиона туристи от 100 страни.
- Статуята на Че
- Мястото на дерейлиралия влак

Статуята на Че е разположена в центъра на мемориала, който се намира на Площада на Революцията (Plaza de la Revolucion). Направена е от бронз, висока е 7 метра и е поставена на мраморен пиедестал. Че е във военна униформа, с неизменната си барета и с пушка в дясната ръка. Лявата ръка е изобразена в гипсова протеза, защото Ернесто си счупва ръката при атаката на Санта Клара.
На мраморната стена е гравиран текстът на прощалното му писмо до Фидел Кастро, когато напуска Куба през 1965 г. На мраморния пиедестал с големи букви е написано „До окончателната победа“ (Hasta la victoria siempre).
На друго място в града е реконструиран дерейлиралият по време на битката за Санта Клара влак с военни боеприпаси.